# Pukyongosaurus
Pukyongosaurus là một chi khủng long, được Dong Paik & H. J. Kim mô tả khoa học năm 2001. Pukyongosaurus có nghĩa là "thằn lằn Pukyong", được đặt tên theo Đại học quốc gia Pukyong). Loài khủng long titanosauriform nà đã từng sinh sống ở khu vực ngày nay là Hàn Quốc trong thời kỳ đầu Creta (Aptia - Albia). Chúng có thể có quan hệ gần với Euhelopus, và được biết đến từ một loạt các đốt sống cổ và lưng. Các đặc điểm ban đầu được sử dụng để phân biệt chi này đã bị người ta chỉ trích là phổ biến rộng rãi hoặc được bảo tồn quá kém để đánh giá, khiến chi này trở thành một nomen dubium không xác định giữa các khủng long titanosauriform.